# Dorymenia weberi
Dorymenia weberi is een Solenogastressoort uit de familie van de Proneomeniidae. De wetenschappelijke naam van de soort is voor het eerst geldig gepubliceerd in 1902 door Nierstrasz.